# Società Sportiva Chieti 1965-1966
Questa voce raccoglie le informazioni riguardanti la Società Sportiva Chieti nelle competizioni ufficiali della stagione 1965-1966.

## Rosa
| N. |                   | Ruolo | Calciatore           |
| -- | ----------------- | ----- | -------------------- |
|    | Italia (bandiera) | C     | Francesco Arfuso     |
|    | Italia (bandiera) | C     | Carlo Bacci          |
|    | Italia (bandiera) | P     | Massimo Bellagamba   |
|    | Italia (bandiera) | A     | Giulio Bonaldi       |
|    | Italia (bandiera) | D     | Enrico Bonomelli     |
|    | Italia (bandiera) | D     | Alessandro Burchi    |
|    | Italia (bandiera) | D     | Claudio Carboncini   |
|    | Italia (bandiera) | C     | Onofrio Carlucci     |
|    | Italia (bandiera) | C     | Franco Cioni         |
|    | Italia (bandiera) | A     | Adriano Contestabile |
|    | Italia (bandiera) | D     | Arturo De Petri      |

| N. |                   | Ruolo | Calciatore          |
| -- | ----------------- | ----- | ------------------- |
|    | Italia (bandiera) | D     | Claudio Di Pucchio  |
|    | Italia (bandiera) |       | Antonio Lancioni    |
|    | Italia (bandiera) | A     | Nerio Magrini       |
|    | Italia (bandiera) | P     | Roberto Negrisolo   |
|    | Italia (bandiera) | A     | Costantino Paradiso |
|    | Italia (bandiera) | C     | Narciso Pezzotti    |
|    | Italia (bandiera) | A     | Giovanni Scala      |
|    | Italia (bandiera) | C     | Aldo Smeriglio      |
|    | Italia (bandiera) | A     | Pasquale Spinelli   |
|    | Italia (bandiera) | D     | Giosuè Stucchi      |
|    | Italia (bandiera) | D     | Roberto Vitaloni    |